# Faculdade de Ciências da Economia e da Empresa da Universidade Lusíada do Porto
A Faculdade de Ciências da Economia e da Empresa da Universidade Lusíada do Porto (FCEEULP) é um estabelecimento de ensino superior privado da Universidade Lusíada do Porto onde são leccionadas as licenciaturas de Economia, Gestão de Empresa, Gestão de Recursos Humanos e Marketing.